# 拉脱维亚科学院

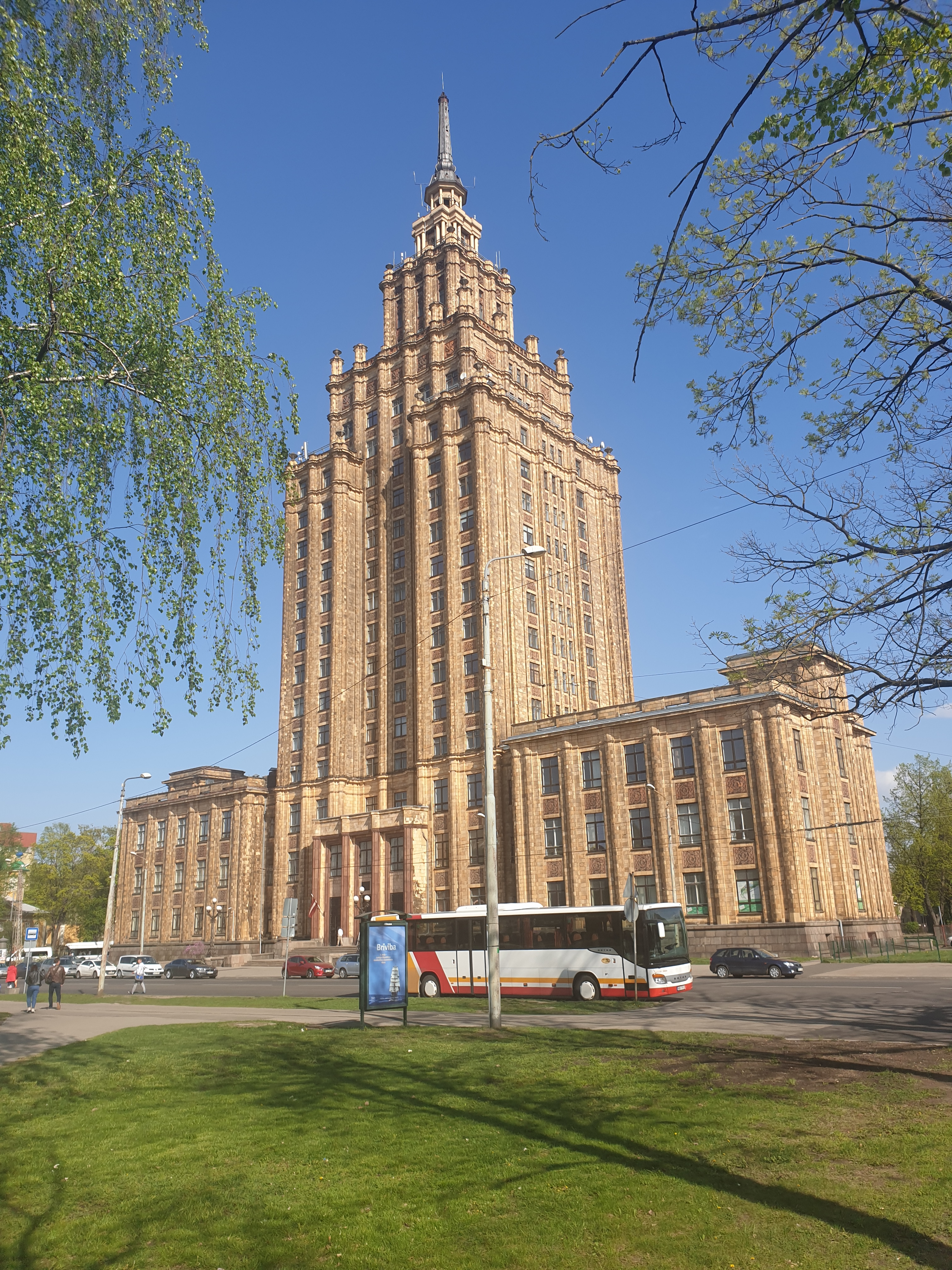
拉脱维亚科学院

拉脱维亚科学院是拉脱维亚的科学院，是该国最重要的科学家的协会。位于里加。

## 建筑
拉脱维亚科学院大厦兴建于第二次世界大战以后的1953年到1956年，作为其他苏维埃共和国的工人和农民送给拉脱维亚人的礼物，也标志着斯大林帝国的边界，装饰着几个锤子与镰刀，以及拉脱维亚folk ornaments。大部分拉脱维亚人认为自己幸运，提议安放在立面上的斯大林巨幅画像，始终没有实现。拉脱维亚科学院大厦高108米，是拉脱维亚的第一座摩天大楼，和最高建筑（直至兴建Hansabanka Central Office，121米），是当时世界上最高的钢筋混凝土建筑之一。
这座建筑由列夫·鲁德涅夫设计，属于斯大林式建筑，类似莫斯科七姐妹，尤其是莫斯科大学主楼。当地人为这座大楼所起的绰号包括“斯大林生日蛋糕”和“克里姆林宫”。
人们可以从对公众开放的17楼阳台（高65米），享受里加的壮丽景色。